# Susanne Moll
Susanne Moll (* 27. Juli 1987 in Andelsbuch) ist eine ehemalige österreichische Snowboarderin. Sie startete in der Disziplin Snowboardcross.

## Werdegang
Susanne Moll begann 1996 mit dem Snowboardsport. Die ersten Wettbewerbe bestritt sie 1998, ihr erstes Weltcuprennen war ein Parallelslalom in Sölden zu Beginn der Saison 2003/04. Gleichzeitig startete sie noch bei den Juniorenweltmeisterschaften und konnte sich jeweils 2004 Oberwiesenthal bzw. 2005 in Zermatt den Vizetitel in der Crossdisziplin sichern. Ebenfalls 2005 gewann sie die Gesamtwertung des Europacups und konnte 2006 mit dem zweiten Gesamtrang ihren Erfolg bestätigen. 2004 war ihr schon der erste und bisher einzige Podiumsplatz im Weltcup beim Snowboardcross in Bardonecchia gelungen und sie gewann die österreichische Meisterschaft. Weitere Top-Ten-Platzierungen erreichte sie im Dezember 2004 in Hermagor, im Januar 2008 in Bad Gastein und beim Saisonauftakt 2008/09 in Chapelco (Argentinien).
Bei der Snowboard-Weltmeisterschaft 2009 erreichte sie den 21. Platz. Beim Auftakt zur Weltcup-Saison 2009/10 stürzte Moll im Training schwer und musste für einige Wettkämpfe pausieren, nachdem sie sich beim Aufprall eine Blutung in der linken Gehirnhälfte sowie einen Rippenbruch zugezogen hatte.
Zusammen mit den drei Vorarlbergern Markus Schairer, Lukas Mathies und Alessandro Hämmerle startete sie im Februar 2014 bei den Olympischen Winterspielen in Sotschi.
Im Dezember 2015 beendete sie ihre Profi-Karriere nach ihrem Start beim FIS-Snowboard-Weltcup im Montafon.
Susanne Moll ist Angehörige der Bundespolizei und wohnt in ihrem Heimatort Andelsbuch in Vorarlberg. Seit 1. Jänner 2024 leitet sie die Polizeiinspektion in Lech am Arlberg.

## Sportliche Erfolge

### Olympische Winterspiele
- Sotschi 2014: 12. Snowboardcross

### Weltmeisterschaften
- Whistler 2005: 20. Snowboardcross
- Arosa 2007: 21. Snowboardcross
- Gangwon 2009: 21. Snowboardcross
- La Molina 2011: 16. Snowboardcross
- Stoneham 2013: 9. Snowboardcross
- Kreischberg 2015: 17. Snowboardcross

### Weltcup
- 13 Platzierungen unter den besten 10, davon ein Podestplatz

### Juniorenweltmeisterschaften
- Klínovec/Oberwiesenthal 2004: 2. Snowboardcross, 49 Parallelriesenslalom
- Zermatt 2005: 2. Snowboardcross, 11. Parallelriesenslalom
- Vivaldi Park 2006: 9. Snowboardcross, 11. Parallelriesenslalom
- Bad Gastein 2007: 14. Snowboardcross

### Europacup
- 7 Podestplätze, davon 2 Siege

| Datum            | Ort         | Land       | Disziplin      |
| ---------------- | ----------- | ---------- | -------------- |
| 11. Februar 2005 | Bad Gastein | Österreich | Snowboardcross |
| 28. März 2015    | Bad Gastein | Österreich | Snowboardcross |

### South American Cup
- 2 Platzierungen unter den besten 5, davon ein Podestplatz

### Weitere Erfolge
- 6 Siege bei FIS-Rennen
- Österreichische Staatsmeisterin im Snowboardcross 2003 und 2010
- Österreichische Vizestaatsmeisterin im Snowboardcross 2013